# Návesní rybník (Podlužany)
Návesní rybník je rybník o rozloze vodní plochy cca 1,5 ha ležící na východním okraji vesnice Podlužany v okrese Nymburk. Rybník má zhruba obdélníkový tvar o rozměrech cca 100 × 200 m. Rybník je napájen vodou z říčky Mrlina. Vlastní rybník je součástí ptačí oblasti Rožďalovické rybníky. 
Rybník je v majetku města Rožďalovice a je využíván pro chov ryb.

## Galerie

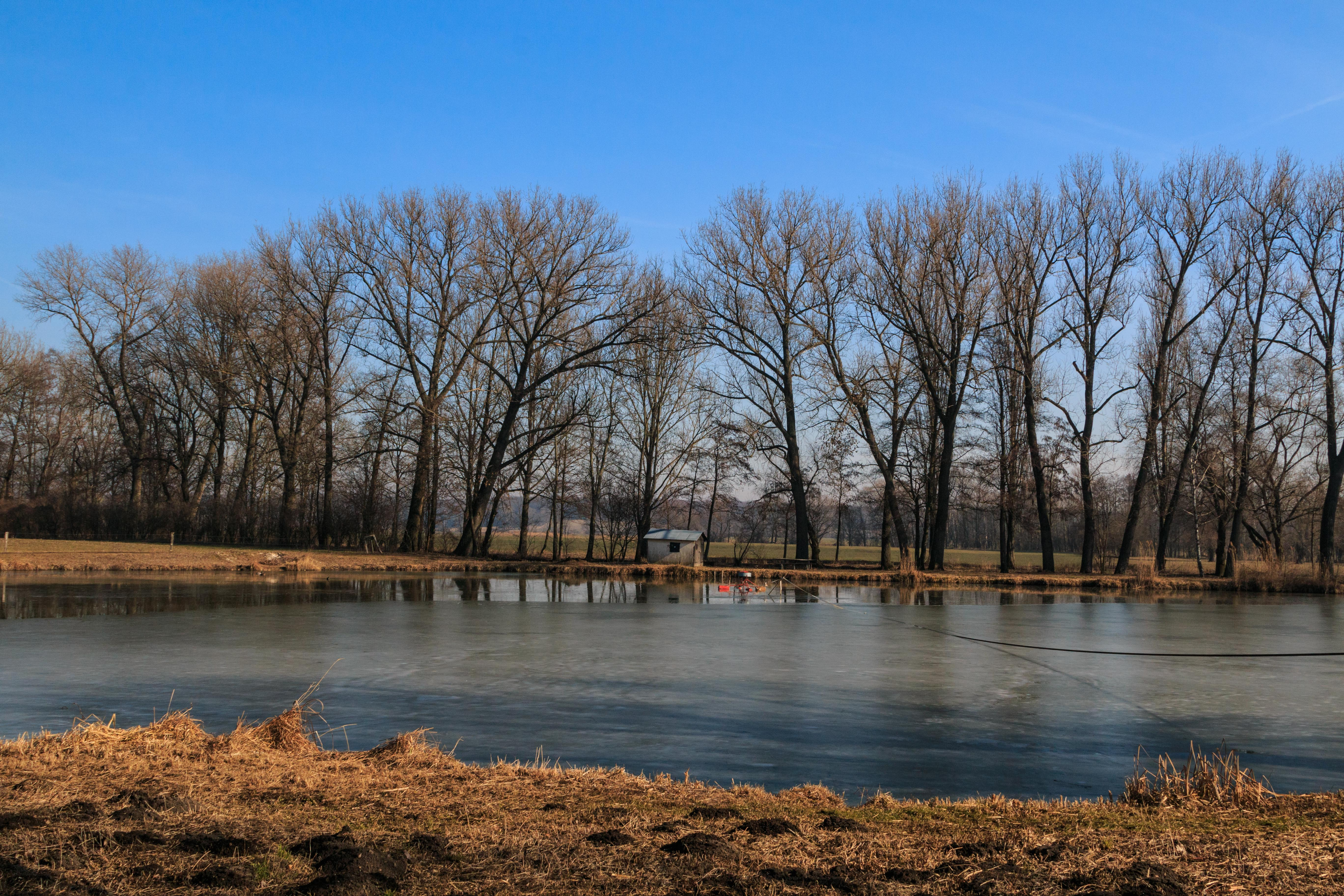
Pohled na Návesní rybník v Podlužanech
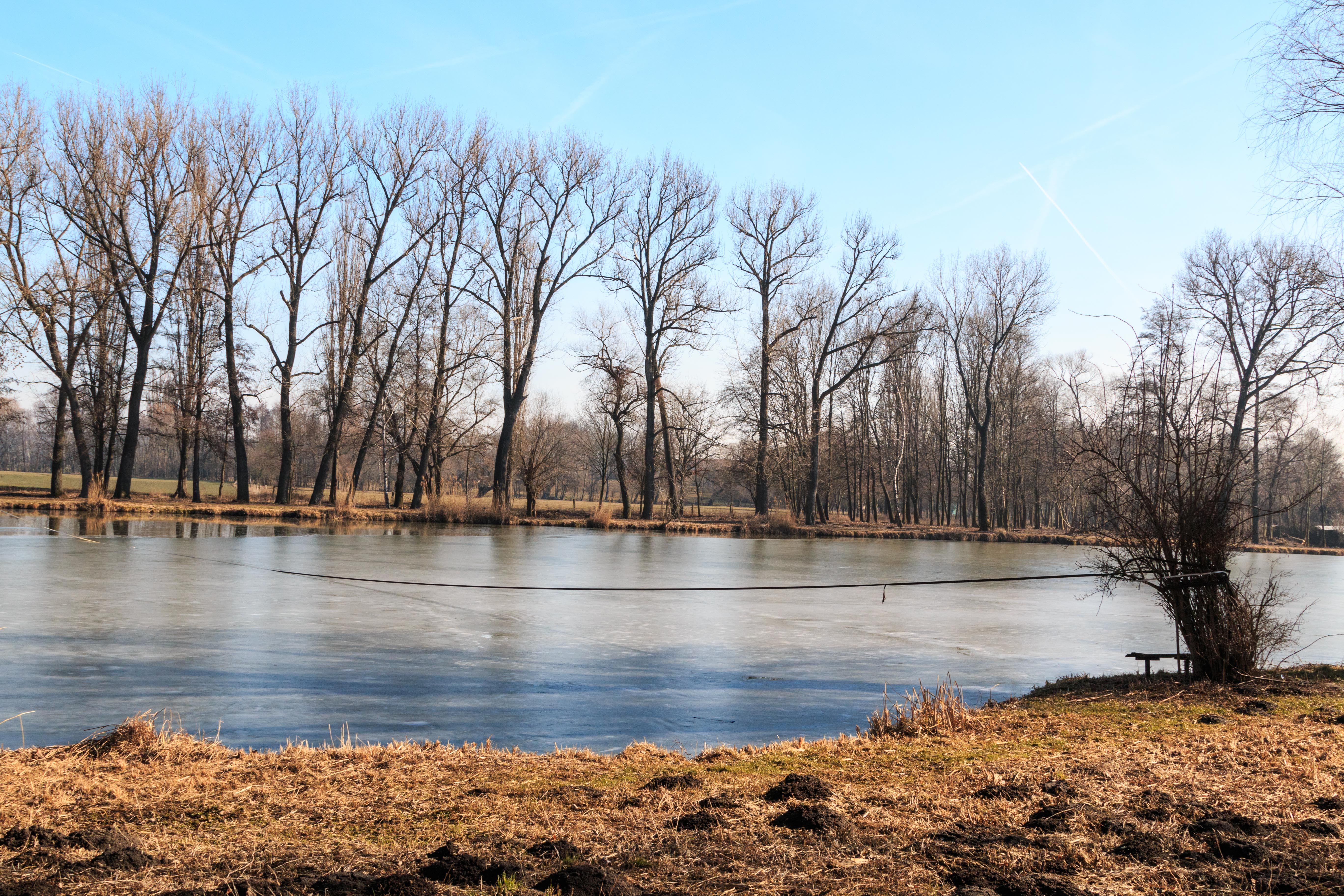
Pohled na Návesní rybník v Podlužanech
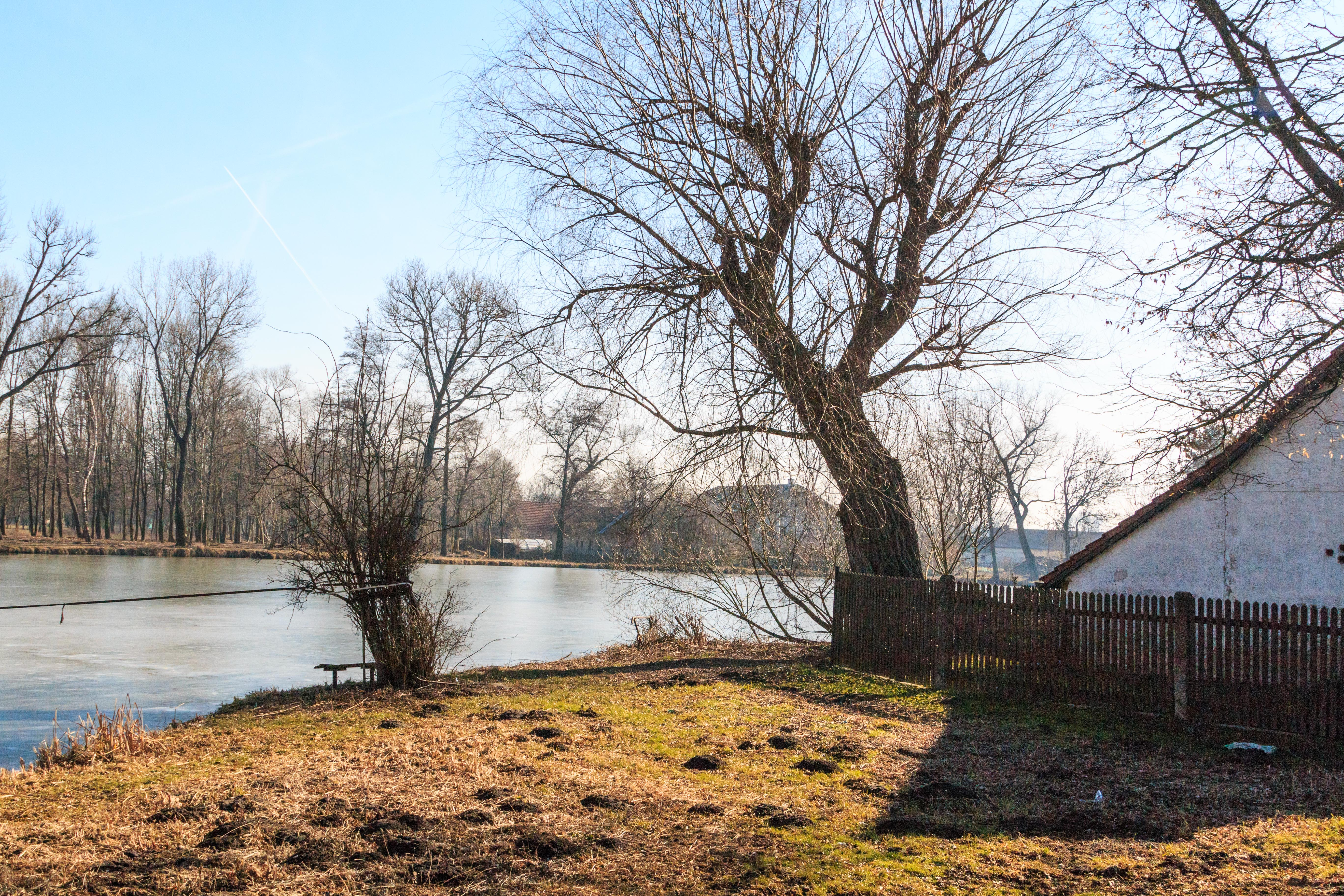
Pohled na Návesní rybník v Podlužanech